# Patrice Beaumelle
Patrice Beaumelle (Arlés, Francia, 24 de abril de 1978) es un exjugador y entrenador de fútbol francés. Actualmente está sin club.

## Trayectoria
Después de una modesta carrera como jugador, se convirtió en entrenador asistente en Nîmes bajo la dirección de Régis Brouard.Tras su salida del club francés, Hervé Renard se puso en contacto con él y se convirtió en su asistente técnico durante más de 13 años.En octubre de 2013, lo reemplazó como seleccionador de Zambia, tras la salida de Renard al Sochaux de la Ligue 1.En su debut al frente del combinado africano perdió 2-0 ante Brasil.
No obstante, tras el nombramiento de Hervé Renard como entrenador de Costa de Marfil el 31 de julio de 2014, Beaumelle presentó su renuncia a la Asociación de Fútbol de Zambia para incorporarse nuevamente su como asistente técnico. Posteriormente junto a Renard tuvieron un breve paso por el Lille de la Ligue 1.
En agosto de 2019, Beaumelle fue confirmado como entrenador de la selección olímpica de Marruecos.Un mes más tarde, la Real Federación de Fútbol de Marruecos intentó prescindir de sus servicios luego de una derrota ante Malí que los dejó sin posibilidades de clasificar a la Copa Africana de Naciones sub-23 y a los Juegos Olímpicos de 2020.
En noviembre de 2020, fue reelegido al frente de la selección de Costa de Marfil.Un año después, su contrato no fue renovado tras las malas actuaciones durante la Copa Africana de Naciones 2021 y la clasificación para la Copa Mundial de Fútbol 2022.
En abril de 2023, fue anunciado como entrenador del MC Alger.En mayo de 2024, obtuvo la Ligue Professionnelle 1 con una jornada de anticipación después de vencer al USM Alger por 1-0.El 16 de diciembre, su contrato fue rescindido de mutuo acuerdo tras una derrota en la Liga de Campeones de la CAF.
El 6 de febrero de 2025, asumió al frente del Umm-Salal. Luego de salvar al club del descenso, se anunció su salida del cargo el 5 de junio.

## Clubes

### Como jugador
| Club           | País    | Año       |
| -------------- | ------- | --------- |
| Nîmes B        | Francia | 1994-2000 |
| Es Grau-du-roi | Francia | 2000-2005 |

### Como entrenador asistente
| Club                         | País            | Año       |
| ---------------------------- | --------------- | --------- |
| Nîmes                        | Francia         | 2005-2008 |
| Selección de Zambia          | Zambia          | 2008-2010 |
| Selección de Angola          | Angola          | 2010      |
| USM Alger                    | Argelia         | 2011      |
| Selección de Zambia          | Zambia          | 2011-2013 |
| Selección de Costa de Marfil | Costa de Marfil | 2014-2015 |
| Lille OSC                    | Francia         | 2015      |
| Selección de Marruecos       | Marruecos       | 2016-2019 |

### Como entrenador
| Club                          | País            | Año       | PJ  | PG | PE | PP | Rendimiento |
| ----------------------------- | --------------- | --------- | --- | -- | -- | -- | ----------- |
| Selección de Zambia           | Zambia          | 2013-2014 | 4   | 1  | 0  | 3  | 25%         |
| Selección sub-23 de Marruecos | Marruecos       | 2019      | 1   | 0  | 1  | 0  | 33.33%      |
| Selección de Costa de Marfil  | Costa de Marfil | 2020-2022 | 20  | 10 | 5  | 5  | 58.33%      |
| MC Alger                      | Argelia         | 2023-2024 | 65  | 36 | 19 | 10 | 65.13%      |
| Umm-Salal                     | Catar           | 2025      | 12  | 5  | 1  | 6  | 44.44%      |
| Total                         | Total           | Total     | 102 | 52 | 26 | 24 | 59.48%      |

## Palmarés

### Como entrenador

#### Campeonatos nacionales
| Título                  | Club     | País    | Año     |
| ----------------------- | -------- | ------- | ------- |
| Ligue Professionnelle 1 | MC Alger | Argelia | 2023-24 |